# نور الدين مرسلي
نور الدين مرسلي عداء جزائري مختص في المسافات الطويلة ولد يوم 28 فبراير سنة 1970 بمدينة تنس بولاية الشلف. بدأ يعانق الألقاب منذ الصغر بفوزه بطولة العالم للأصاغر سنة 1988. في ألعاب أطلنطا الأولمبية سنة 1996 حصل على ميدالية ذهبية في سباق 1500 متر. كما تحصل اربع ميداليات ذهبية اخري وذلك في بطولة العالم لألعاب القوى في الصالات سنة 1991 بطولة العالم لألعاب القوى سنة 1991 و 1993 و. عام 1992 نجح في تحطيم الرقم القياسي لسباق 1500 متر وبقى الرقم صامدا حتى عام 1998.

## مشواره
بداية تألق نور الدين كانت في سن 18 سنة خلال بطولة العالم لألعاب القوة شبان
لسنة 1988 حيث احتل المرتبة الثانية في مسافة 1500 متر.
بعد ذلك اختفى قليلا عن الأنظار ليعود بقوة سنة 1990 ويحقق في أول مشاركة دولية
له أحسن توقيت عالمي للسنة في مسافة 1500متر دائما. سنة بعد ذلك، في 1991 حطم الرقم
القياسي العالمي ل 1500 متر داخل القاعة بإشبيلية ثم بعد أسابيع فاز ببطولة العالم في نفس المسافة.
بعد ذلك توالت الأرقام القياسية حيث حطم أرقام 1000 متر داخل القاعة
و 1500متر و 2000 متر في الهواء الطلق.
سنة 1992 كانت الصدمة كبيرة في الألعاب الأولمبية بعد احتلاله المركز السابع بسبب سباق
تكتيكي وبطيء جدا. لكنه تدارك الأمر في أطلنطا 1996 حيث فاز بلقب 1500 متر

## أرقامه القياسية
الأرقام القياسية التي حققها:
المسافة التوقيت التاريخ المكان
- 12 جويلية 1995 (1500 م) 3:27:37 نيس-فرنسا
- 3 جويلية 1995 (2000 م) 4:47:88 باريس-فرنسا
- 5 سبتمبر 1995 (المايل) 3:44:39 رييتي-إيطاليا

## أهم إنجازاته
السنة الترتيب الألعاب التوقيت المسافة المكان
- 1991 1 بطولة العالم 3'32"84 1500متر طوكيو
- 1991 1 بطولة العالم داخل القاعة 3'41"57 1500متر إشبيلية
- 1993 1 بطولة العالم 3'34"24 1500متر شتوتغارت
- 1995 1 بطولة العالم 3'33"73 1500متر غوتيبورغ
- 1996 1 الألعاب الأولمبية 3'35"78 1500متر أطلنطا

## وصلات خارجية
- نور الدين مرسلي على موقع الاتحاد الدولي لألعاب القوى (الإنجليزية)
- نور الدين مرسلي على موقع رابطة إحصائيات سباق الطريق (الإنجليزية)
- نور الدين مرسلي على موقع اللجنة الأولمبية الدولية (الإنجليزية)
- نور الدين مرسلي على موقع أوليمبيديا (الإنجليزية)